# Ramaracha
Re Ramaracha, in lingua thai สมเด็จพระรามราชา, noto anche come Rama Rachathirat e Chao Phraya Ram (fl. XIV-XV secolo), è stato il terzo e ultimo sovrano della dinastia di Uthong ed il quinto del Regno di Ayutthaya, fondato nel 1350 dal nonno Ramathibodi I nell'odierna Thailandia.
Divenne re nel 1395 alla morte del padre e predecessore Ramesuan. Durante il suo regno non si registrarono guerre.
Le date relative al suo regno sono oggetto di controversie; secondo le cronache reali di Ayutthaya, sulle quali questa voce si basa, regnò dal 1395 al 1409, mentre altre fonti gli attribuiscono 3, 5 o anche 15 anni di regno. È stato anche ipotizzato che sia salito al trono nel 1387.

## Biografia
Nacque durante il regno del prozio Borommaracha I, il capo-stipite della dinastia di Suphannaphum, un grande condottiero che nel 1353, quando era ancora generale di Ramathibodi I, aveva espugnato Angkor, la capitale dell'Impero Khmer. Nel 1370, Borommaracha aveva usurpato il trono di Ramesuan, padre di Ramaracha, e nel 1378 aveva espanso i confini dello Stato alle spese del Regno di Sukhothai, rendendolo vassallo di Ayutthaya.
Alla morte di Borommaracha, avvenuta nel 1388, salì al trono il figlio di questi, il quindicenne Thong Lan, che fu detronizzato e fatto giustiziare da Ramesuan dopo una sola settimana di regno. Durante il secondo regno di Ramesuan, nel 1394 fu nuovamente espugnata Angkor, che nel 1357 aveva riacquistato l'indipendenza, ed il trono khmer fu sottoposto alla tutela della casa reale di Ayutthaya.

### Ascesa al trono
Ramaracha succedette a Ramesuan nel 1395 ed il suo regno sarebbe stato caratterizzato dall'assenza di guerre. Nei primi anni rafforzò il controllo di Ayutthaya sui vassalli del nord; nel 1396 un suo inviato presenziò all'investitura del re di Nan, mentre nel 1397 Ramaracha si recò di persona nel Regno di Sukhothai, dove impose una legge che prevedeva la riconsegna degli schiavi sottratti ed introduceva pene severe per chi favorisse la fuga degli schiavi stessi. Tale legge, ritrovata in un'inscrizione su roccia, affrontava un fenomeno che da decenni privava Ayutthaya di forza lavoro, e che era stato uno dei motivi per cui Borommaracha I aveva sottomesso Sukhothai, dove gli schiavi trovavano rifugio.
Ramesuan nominò governatore di Uthong, l'odierna Suphanburi, il figlio di Borommaracha I principe Nakhon In, e gli lasciò grande autonomia, tanto che questi mantenne relazioni diplomatiche private ed inviò tributi ai sovrani cinesi della dinastia Ming. In precedenza, il principe era stato a sua volta inviato dal padre in missione diplomatica presso la capitale cinese Nanchino.

### Perdita di territori

#### Sukhothai
Nel 1398, Thammaracha III (Sai Luthai) succedette sul trono di Sukhothai e nel 1400 proclamò l'indipendenza da Ayutthaya, annettendosi anche i territori di Nan, Phrae e soprattutto di Nakhon Sawan. Questa città si trova sulla confluenza tra i fiumi Ping e Nan ed aveva grande importanza strategica sul controllo delle valli settentrionali. In seguito, Thammaracha III cercò anche di influire sulla successione al trono di Lanna. Lo studioso di storia thailandese David K. Wyatt scrisse che la perdita di Nakhon Sawan lese in maniera determinante il prestigio di Ramaracha, ed avrebbe portato alla fine del suo regno e della dinastia di Uthong.

#### Angkor
Secondo alcune fonti, fu durante il regno di Ramaracha che l'Impero Khmer riacquistò l'indipendenza da Ayutthaya. La rivolta di Angkor ebbe luogo nel 1401, e l'aristocrazia khmer riconsegnò il potere alla dinastia Varman nominando re Suriya Varman II.

### Rapporti con la Cina
Nel 1403, un inviato dei Ming arrivò ad Ayutthaya per controllare gli scambi commerciali e riaffermare il potere dell'Impero Cinese, di cui i siamesi erano tributari. In quello stesso anno, Nakhon In mandò nuovamente una missione diplomatica a Nanchino. Nel 1408 fu inviata una missione marittima cinese ad Ayutthaya, e Nakhon In ebbe un colloquio personale con l'ammiraglio, il famoso navigatore Zheng He. È stato ipotizzato che tale colloquio fosse collegato con la crisi politica che stava attraversando Ayutthaya e che Ramaracha avesse cominciato a sospettare un possibile complotto ai propri danni da parte della corte di Suphannaphum con l'aiuto cinese.

### Destituzione
Nel 1409, Ramaracha ebbe una disputa con uno dei propri ministri e ne ordinò l'arresto, ma questi fuggì in un villaggio a sud della capitale e chiese aiuto a Nakhon In, che mandò ad Ayutthaya le proprie truppe. Il re fu detronizzato e Nakhon In si fece proclamare sovrano con il nome regale Intharacha. Tale evento pose fine alla dinastia di Uthong ed affermò quella di Suphannaphum, che avrebbe retto il Paese fino al 1569.
Il nuovo re ritenne Ramaracha inoffensivo e gli permise di vivere indisturbato fino alla morte, avvenuta in data e luogo imprecisati. Il diplomatico olandese Jeremias Van Vliet, direttore nel XVII secolo dell'ufficio di Ayutthaya della Compagnia olandese delle Indie orientali, scrisse che invece Ramaracha fu assassinato nel momento in cui fu deposto.